# IC 2536
IC 2536 је спирална галаксија у сазвјежђу Шмрк (Пумпа) која се налази на листи објеката дубоког неба у Индекс каталогу.
Деклинација објекта је - 33° 57' 1" а ректасцензија 10h 3m 30,0s. Привидна величина (магнитуда) објекта IC 2536 износи 13,9 а фотографска магнитуда 14,6. Налази се на удаљености од 35,337 милиона парсека од Сунца. IC 2536 је још познат и под ознакама ESO 374-26, IRAS 10012-3342, PGC 29157.